# Gongdao (köpinghuvudort i Kina, Jiangsu Sheng, lat 32,59, long 119,35)
Gongdao (kinesiska: 公道, 公道镇) är en köpinghuvudort i Kina. Den ligger i provinsen Jiangsu, i den östra delen av landet, omkring 78 kilometer nordost om provinshuvudstaden Nanjing. Antalet invånare är 33 966. Befolkningen består av 17 263 kvinnor och 16 703 män. Barn under 15 år utgör 10,0 %, vuxna 15-64 år 75 %, och äldre över 65 år 13,0 %.
Runt Gongdao är det tätbefolkat, med 613 invånare per kvadratkilometer. Närmaste större samhälle är Shaobo, 16,2 km öster om Gongdao. Trakten runt Gongdao består till största delen av jordbruksmark.
Genomsnittlig årsnederbörd är 1 294 millimeter. Den regnigaste månaden är juli, med i genomsnitt 289 mm nederbörd, och den torraste är december, med 30 mm nederbörd.